# Социологическая теория
Социологическая теория — совокупность понятий и принципов, объясняющих функционирование социологических структур.
Различают следующие уровни социологических теорий:
- общая социологическая теория — теории общественных формаций и массовых социальных явлений;
- частная социологическая теория (теория среднего уровня) — прикладные теории, относящиеся к социальным явлениям, характерным для отдельных общностей людей.

Иногда третьим, нижним, уровнем социологических теорий называют эмпирические социологические исследования, выводящие теоретические закономерности из конкретных данных. Эмпирические исследования являются основой для дальнейших теоретических построений частных социологических теорий.